# Tricyphona flavipennis
Tricyphona (Tricyphona) flavipennis là một loài ruồi trong họ Pediciidae. Chúng phân bố ở vùng Indomalaya.